# Podolany (Poznań)

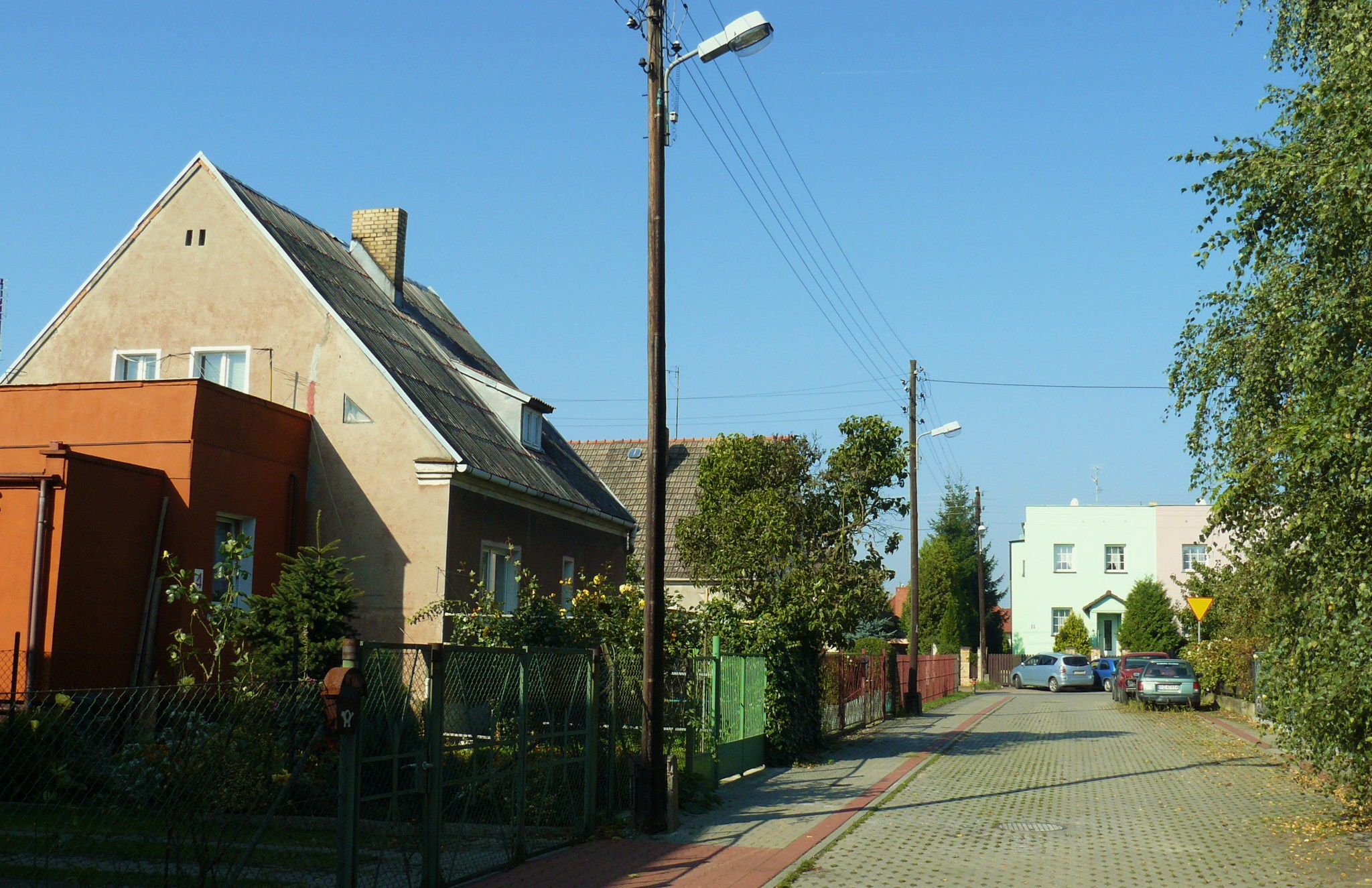
Ulica Węgorzewska – przykład starej zabudowy

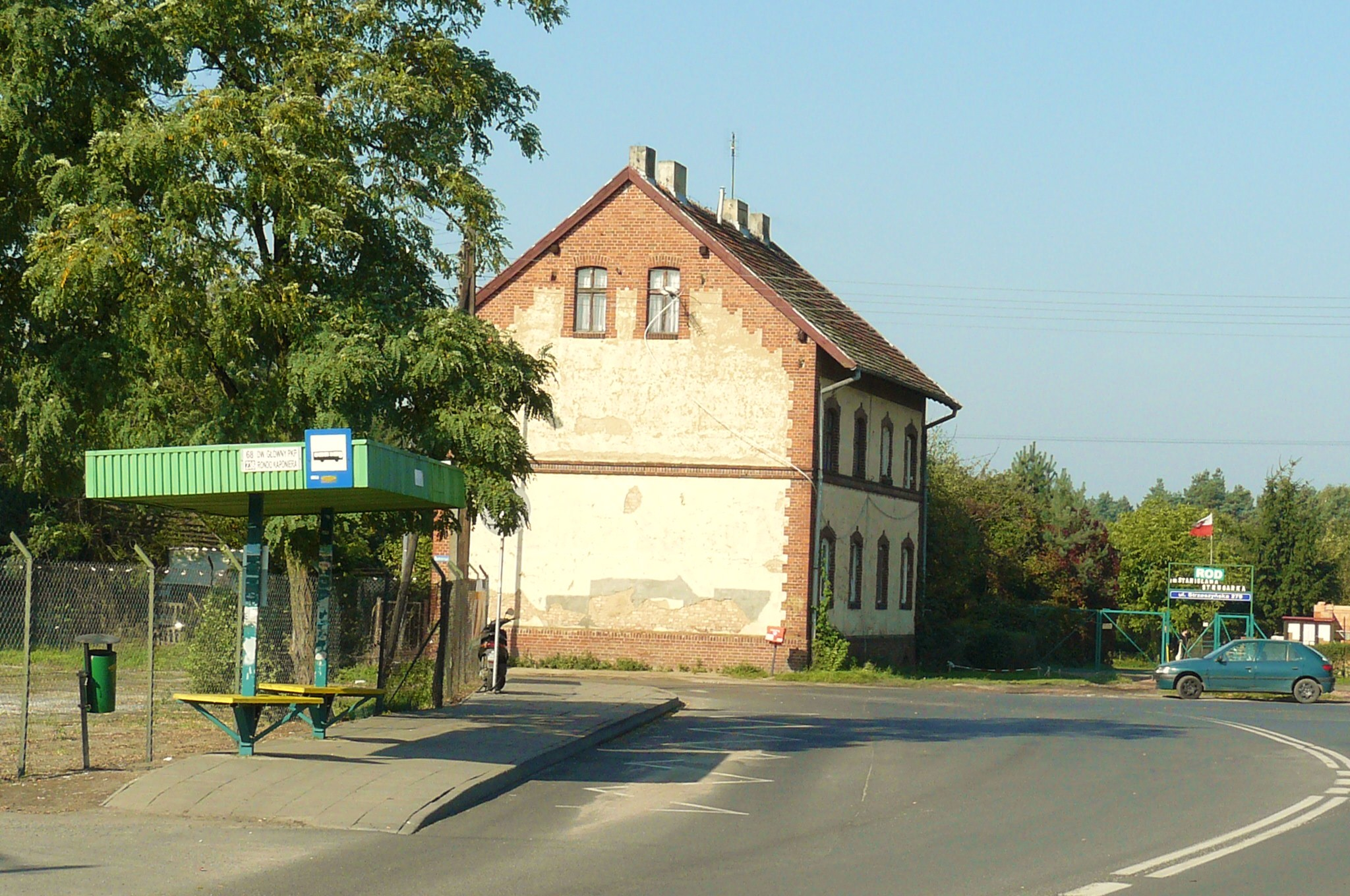
Pętla autobusowa przy ul. Zakopiańskiej, stara architektura kolejowa i ogrody działkowe

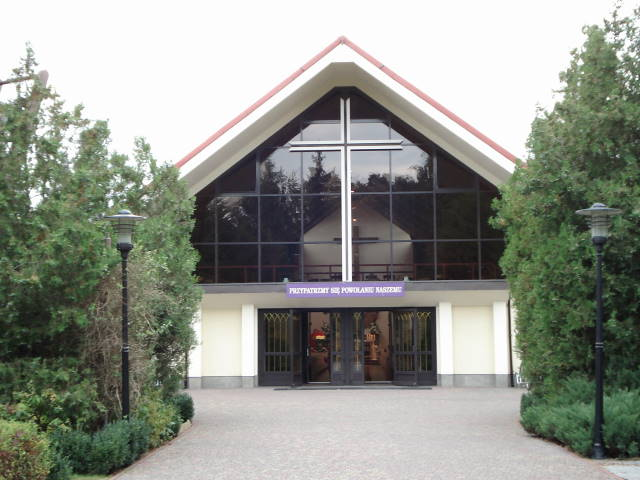
Kościół Matki Bożej Pocieszenia

Podolany (niem. Schönherrnhausen) – część miasta Poznania i osiedle samorządu pomocniczego (jednostka pomocnicza gminy), położona w północno-zachodnim obszarze miasta.
Podolany są położone pomiędzy Osiedlem Strzeszyn (Osiedlem Literackim) na zachodzie, Suchym Lasem na północy, Osiedlem Piątkowo na wschodzie i Osiedlem Winiary na południu.

## Historia

### Do 1918
Podolany były wsią olęderską. Nazwa wywodzi się od podola, czyli rozległego zagłębienia terenu. Rozproszone zabudowania rozciągały się wzdłuż drogi z Poznania przez Winiary do Obornik, na skłonie zbocza wysoczyzny morenowej na zboczu Bogdanki (90–95 m n.p.m.). Polską nazwę zapisano po raz pierwszy w końcu lat 70. XVIII wieku. Po raz pierwszy pojawiła się ona na mapie Gilly’ego z 1805, a potem na pruskiej mapie topograficznej z 1830. Niemiecka nazwa osady brzmiała Schönherrnhausen. Pod nazwą Podlany Krug widnieje natomiast już na mapie z 1798.
W 1785 Ignacy i Adam Misakowscy sprzedali Golęcin i folwark Podolany Karolowi i Antoniemu Bojanowskim. W 1846 zamieszkiwało folwark 15 osób, a osadę Podolany Olędry – osiem osób.
W pobliżu Podolan władze pruskie utworzyły poligon dla 7. Pułku Artylerii Ciężkiej. Majątek, przejęty przez Komisję Kolonizacyjną, został podarowany marszałkowi Paulowi von Hindenburgowi (poznaniakowi z urodzenia) za zwycięstwa w Prusach Wschodnich podczas I wojny światowej. Po odzyskaniu niepodległości w 1918 przeszedł w posiadanie państwa polskiego. Część ziem przekazano Uniwersytetowi Poznańskiemu, a na większości zbudowano kolonię mieszkaniową pracowników kolejowych.

### Okres międzywojenny
Idea powołania kolejarskiego osiedla na Podolanach pojawiła się na początku lat 20. XX wieku. Osiedle domów jednorodzinnych założono na gruntach dawnego folwarku (wytyczono wtedy pierwsze parcele dla kolejarzy). W 1921 wspomniani kolejarze założyli Spółdzielnię Osadniczą Pracowników PKP (zebranie konstytucyjne miało miejsce 15 stycznia 1921). Zakładano, że każdy z członków będzie mógł nabyć najwyżej trzy udziały, po około 1000m² każdy.
Autorem przygotowanego projektu urbanistycznego (1923) był Jan Rakowicz. Projekt nosił tytuł: Projekt przedmieścia ogrodowego w Golęcinie pod Poznaniem dla Spółdzielni Osadniczej Kolejowej. Rakowicz nawiązał do popularnych na przełomie XIX i XX wieku idei budownictwa spółdzielczego, jak również do koncepcji miasta-ogrodu wypracowanej przez Ebenezera Howarda. Bezpośrednio wzorował się na poddrezdeńskim osiedlu Hellerau (obecnie w granicach miasta), które rozpoczęto wznosić w 1909. W „Czasopiśmie Technicznym” (17/1923) stawiał Podolany jako przykład wzorcowej osady podmiejskiej. Powstające w przyszłości osiedla satelickie Poznania miały mieć podobny charakter.
Zakładano, że na obszarze 79 hektarów zamieszka 6320 mieszkańców na 1069 działkach. Oprócz kolejarzy osiedlić się tu mieli kupcy, rzemieślnicy oraz nauczyciele, co zwiększyłoby samowystarczalność społeczności. Komunikację z centrum Poznania zapewnić miała linia kolejowa, a także tramwajowa (jednotorowa), prowadząca ulicą Zakopiańską (szerokość – 14 metrów). Z placu przed stacją kolejową (obecne skrzyżowanie ulic Kartuskiej, Krynickiej i Czorsztyńskiej) wyprowadzono trzy wachlarzowo biegnące ulice ze środkową aleją lipową, prowadzącą do palnowanego rynku dzielnicowego (kwadrat ulic Krynicka, Ciechocińska, Iwonicka, Zakopiańska). Tu przewidywano ulokowanie apteki, księgarni, zajazdu, przychodni lekarskiej i biura notariusza. Kilka innych placów pomieścić miało lokalne targowiska lub pomniki. Zabudowa wielorodzinna dominować miała przy placach, a w pozostałych miejscach tylko jednorodzinna i szeregowa. Rakowicz stworzył cztery projektów domów, dopuszczał jednak inne, indywidualne projekty na więcej niż jedną działkę. Nacisk kładł na orientację pomieszczeń względem słońca. Działki miały mieć maksymalną powierzchnię 500m², tak aby można je było uprawiać wyłącznie własnymi siłami. Typy domów Rakowicza to:
- dwukondygnacyjny, trzypokojowy, z kuchnią mieszkalną, toaletą, pralnią i wanną (47,7 m²) – najmniejszy,
- podobny do powyższego, ale ze zwiększonym metrażem pokoi dla rodziny siedmioosobowej (61,7 m²),
- segment szeregowy, dla rodziny siedmioosobowej, trzypokojowy z dziecinnym alkierzem sypialnym na strychu,
- dwukondygnacyjny, pięciopokojowy, z kuchnią, spiżarnią, ubikacją, łazienką oraz dodatkowym alkierzem dla służącej na strychu (90 m²) – największy[5].

Oprócz tego przewidziano w rejonie dworca dom dla osób samotnych, a na obrzeżach osiedla – przytułek.
Z powodu inflacji prace uległy przejściowemu spowolnieniu i dopiero w 1926 dokonano geodezyjnego podziału działek. Zbudowano metodami gospodarczymi rampę kolejową przy stacji Poznań Strzeszyn, z której odbierano stare wagony (15 sztuk) i własnymi siłami, z pomocą koni wypożyczonych z majątku Strzeszyn i dwóch platform Hartwiga, transportowano je na pierwsze działki, jako tymczasowe lokale mieszkalne. W 1928 wybrano nowe władze spółdzielcze – przewodniczącym został Stanisław Wietrzykowski. W tym okresie kończono budowę pierwszych domów. Pierwszym zameldowanym mieszkańcem kolonii był Jan Wałdowski z ulicy Lubieńskiej.
Spółdzielnia wystąpiła z petycją do władz kolejowych o budowę przystanku kolejowego na linii linii nr 354, który umiejscowiony został na wysokości ul. Krynickiej (obecne piesze przejście do ul. Owidiusza). Budowę rozpoczęto w 1931 (dwa perony, poczekalnia i kasa) wykorzystując m.in. zatrudnienie bezrobotnych. Przystanek o nazwie Poznań Golęcin otwarto w 1932 (potem przemianowano go na Poznań Podolany). Budowniczym był majster Kukurenda z Dopiewa, a pracami stolarskimi trudnił się Józef Tabaka z Podolan. 15 grudnia 1933 w katastrofie kolejowej przy ul. Poznańskiej zginęło osiem osób, w większości z terenu osiedla.

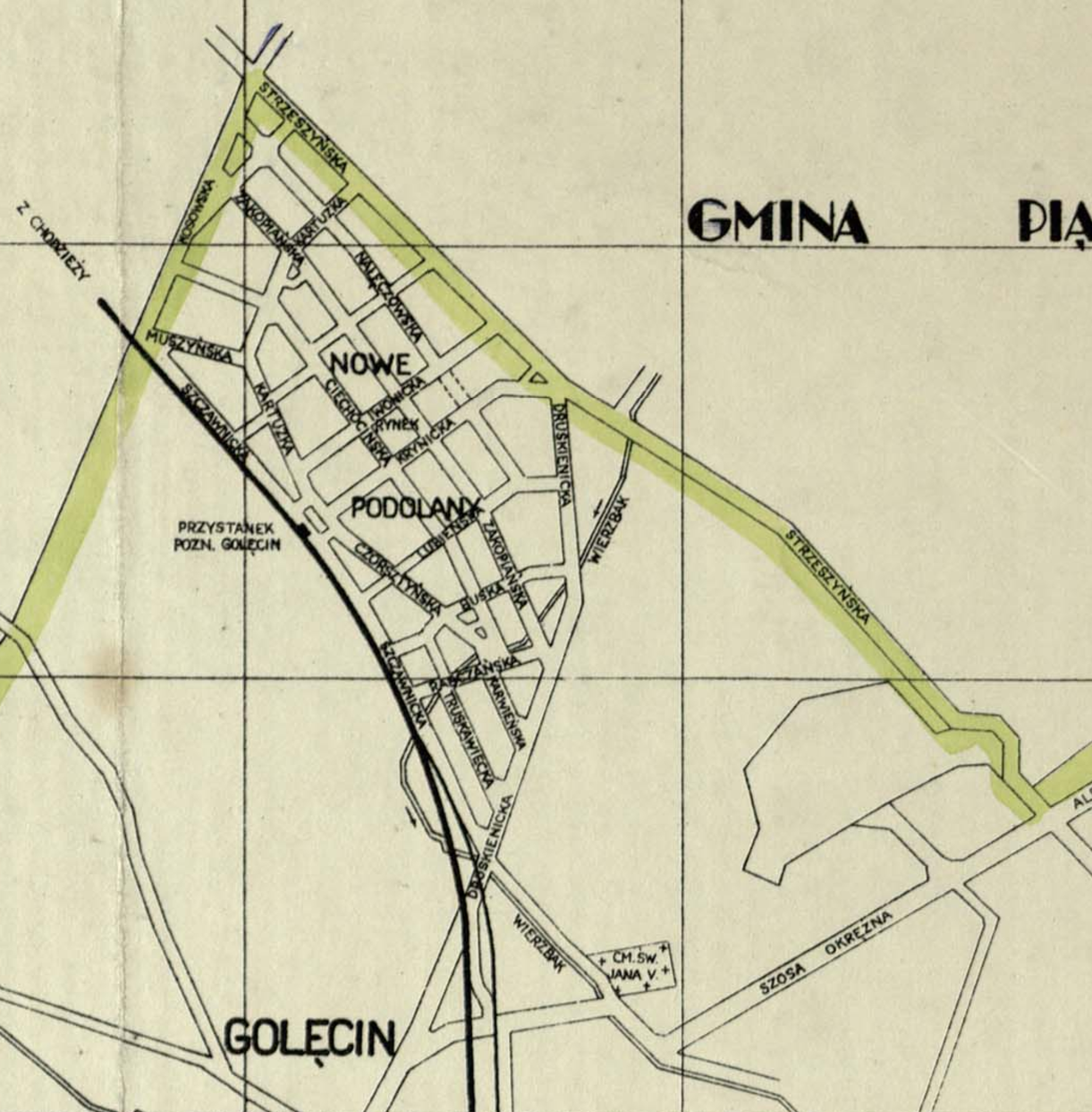
Fragment Planu Miasta Poznania z 1935 r. z włączonym w obręb miasta Osiedlem Podolany, układem ulic i planowanym rynkiem.

Projekt Rakowicza realizowano w oparciu o liczne modyfikacje Jana Zbijewskiego pod nazwą „Nowe Podolany”. Zmiany te poważnie zubażały wartość urbanistyczną całości – m.in. zlikwidowano tereny parkowe, boiska i wiele wspólnych inwestycji, np. bibliotekę. Na części tych miejsc założono dodatkowe parcele budowlane. Część działek nabywali tu wojskowi i urzędnicy. Większość domów wznoszono systemem gospodarczym. Do najciekawszych formalnie należały te zaprojektowane przez emerytowanego inspektora budowlanego Tomasza Posieczka. Do najokazalszych budynków należała willa Stanisława Wietrzykowskiego z Dyrekcji Okręgowej PKP. Tanie cegły słabej jakości produkowano na tzw. Księżym Polu, z gliny pozyskiwanej tam na działce Franciszka Andrzejewskiego. Domy budowano najczęściej z kredytów Banku Gospodarstwa Krajowego i nierzadko, z przyczyn ekonomicznych, niektóre pomieszczenia najmowano.
Budynki, będące projektami głównie majstrów budowlanych i techników, a nie architektów, posiadały konserwatywną stylistykę, nie uwzględniającą zasadniczo wpływów umacniającego się modernizmu.
W 1933 osadę przyłączono do Poznania, prawdopodobnie z inicjatywy Władysława Czarneckiego.
W dalszych latach osiedle szybko się rozwijało (w 1938 liczyło około 700 mieszkańców), za czym nie nadążał rozwój infrastruktury, o którą mieszkańcy monitowali do władz miejskich. Proszono m.in. o przedłużenie linii tramwajowej nr 9 z Golęcina i o wybudowanie przynajmniej jednej drogi bitej.
5 lipca 1939 kardynał August Hlond erygował kaplicę w prywatnym domu przy ul. Iwonickiej. Poświęcił ją ksiądz Henryk Lewandowski. Kaplicę zlikwidowali Niemcy wiosną 1941, zamieniając ją na szkołę dla dzieci niemieckich. Po wojnie krótko uczęszczały tam jeszcze dzieci polskie.

### 1939–1945
II wojna światowa przerwała rozwój Podolan. Niemcy wysiedlali stąd polskie rodziny i wprowadzali niemieckie. W 1940 działająca tu drużyna harcerska przekształciła się w Szare Szeregi Okręg Poznań Północ. Kilku harcerzy Niemcy aresztowali i zesłali do swoich obozów koncentracyjnych. Na ich cześć jest tu dziś ul. Szarych Szeregów, a przy niej pomnik pomordowanych harcerzy.

### Po II wojnie światowej
Po wojnie, według Piotra Zubielika (znawcy dziejów dzielnicy), władze komunistyczne chciały zapobiec powstaniu wielkiej dzielnicy willowej, ciągnącej się aż od Sołacza, więc wybudowały pasma magazynów i zakładów przemysłowych wzdłuż ulic Druskienickiej, Szczawnickiej i Lutyckiej. W 1948 nastąpiła oficjalna likwidacja mieszkaniowej spółdzielni kolejarskiej (część działek została wówczas przekazana parafii św. Jana Vianneya). W 1959 położono pierwszy bruk przy ul. Zakopiańskiej. W 1960 uruchomiono linię autobusową. W 1962 powstała pierwsza szkoła w ramach akcji Tysiąc szkół na Tysiąclecie.
W latach 70. XX w. powstała na granicy Suchego Lasu duża fabryka elementów prefabrykowanych z betonu. Fabryka ta tworzyła m.in. płyty wykorzystywane przy budowie osiedli mieszkaniowych na Piątkowie. Obok fabryki powstało kilka bloków mieszkaniowych.
Podolany w latach 1954–1990 należały do dzielnicy Jeżyce.
W 1995 utworzono jednostkę pomocniczą miasta Osiedle Podolany.

## Zabudowa
Przede wszystkim jednorodzinna. Spory udział drobnego biznesu i nauki (np. Instytut Genetyki). Siedziba firmy Lisner i kilku innych większych firm. Na terenie Podolan znajduje się kościół parafialny Matki Bożej Pocieszenia i klasztor Dominikanek. W centralnej części osiedla stoi Szkoła Podstawowa nr 62. Na skraju dzielnicy jest położony cmentarz parafii św. Jana Vianneya, zwany cmentarzem sołackim. Uzupełnienie zabudowy stanowi centrum handlowe przy ul. Strzeszyńskiej i dwa hotele średniej klasy.

## Toponimia
Nazwy większości ulic zlokalizowanych na terenie Podolan dzielą się na dwie grupy toponimiczne:
- od nazw miejscowości uzdrowiskowych w Polsce (również w granicach przedwojennych) – np. Ciechocińska, Truskawiecka, Kowarska, Jastarnicka,
- od nazwisk zasłużonych Wielkopolan i działaczy niepodległościowych z innych części kraju, a także organizacji patriotycznych – np. Marcina Rożka, Janiny Omańkowskiej, Urszuli Ledóchowskiej, Straży Ludowej.

## Komunikacja
Podolany obsługiwane są przez linie autobusowe MPK Poznań – 146, 160, 168, 178, 183 oraz nocne 216 i 226. Na Podolanach znajduje się przystanek kolejowy Poznań Strzeszyn na linii do Piły uruchomiony w 1932 (budynek stacyjny rozebrany w 2008) oraz powstały w 1932 przystanek Poznań Podolany (rejon ul. Druskienickiej) zlikwidowany w 1987 roku, odtworzony i uruchomiony ponownie 15 grudnia 2019.

## Siedziba Rady Osiedla
Adres rady osiedla
Szkoła Podstawowa nr 62, ul. Druskienicka 32